# Domburg
Domburg är en stad och kommun på halvön Walcheren, i provinsen Zeeland i Nederländerna. Staden ligger på den nordvästra delen av halvön och gränsar till vattnet. Administrativt räknas Domburg in i Veere kommun där staden är huvudort, och ligger omkring 11 kilometer nordväst om Middelburg.
2021 hade staden 1 660 invånare. Ytan var 6,75 km² och hade 246 invånare per km².
Staden fick stadsrättigheter 1223.